# Sichelfische

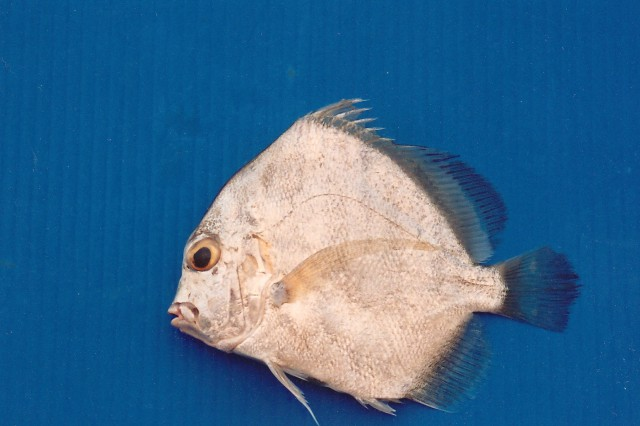
Drepane longimana

Die Sichelfische (Drepane) sind eine artenarme Gattung von Meeresfischen. Sie stehen allein in der monotypischen Familie Drepaneidae und wurden früher zu den Spatenfischen (Ephippidae) gezählt. Von den Spatenfische unterscheiden sie sich durch große, runde (cycloide) Schuppen und das größere, nach unten vorstülpbare Maul. Sichelfische leben im Indopazifik und an den Küsten Westafrikas über Sand- und Schlammgründen und in der Nähe von Flussmündungen. 

## Merkmale
Sichelfische werden etwa einen halben Meter lang. Ihr Körper ist hoch und seitlich deutlich abgeflacht. Das Maul ist stark vorstülpbar (protraktil). Die sichelförmigen Brustflossen sind länger als der Kopf. Die Anzahl der Wirbel liegt bei 24. Die Rückenflosse wird von 13 oder 14 Flossenstacheln und 19 bis 22 Weichstrahlen, die Afterflosse von drei Stacheln und 17 bis 19 Weichstrahlen gestützt.

## Arten
- Afrikanischer Sichelfisch (Drepane africana) Osório, 1892. 45 cm lang, lebt im Ostatlantik, von den Kanarischen Inseln und Mauretanien bis Angola einschließlich Kap Verdes.
- Punktierter Sichelfisch (Drepane punctata) Linnaeus, 1758, 50 cm lang. lebt im Indopazifik, von Indien bis Nordaustralien, Neuguinea, Indonesien, Philippinen, Taiwan und Japan.
- Drepane longimana (Bloch & Schneider, 1801). 50 cm lang, lebt im Roten Meer und im Indopazifik, von Ostafrika bis Nordaustralien, Neuguinea, Indonesien, Philippinen, Taiwan und Japan.

Drepane punctata und Drepane longimana unterscheiden sich nur durch ihre Farbe und müssen vielleicht zu einer Art vereint werden.